# Fatum
Fatum, hispanizado como Hado, es, en la mitología romana, la personificación del destino. Entidades similar a este eran Ananké y Moira de la mitología griega y Fortuna de la mitología romana. 
Aparece en un puñado de textos como una interpretatio graeca del dios griego Moro (Μόρος). De esta manera se lo imaginaba hijo de la Noche (Nox) y el Érebo (Erebus). Cicerón, en cambio, comprendía fatum como la interpretatio graeca para himarmene (ἑιμαρμενη), haciéndolo una fuerza inevitable y una personificación divina: «el orden de la serie de causas, cuando una causa ligada a otra produce de ella misma un efecto [...] los hechos del pasado, son los hechos del presente y serán los del futuro».

## Lengua y transmisión
Etimológicamente, la palabra latina fatum, -i deriva del verbo latino faor, que significa hablar, decir. Por ello, fatum significa "lo dicho", haciendo referencia a "lo que está escrito", al destino, al vaticinio, o la predicción y derivó en la palabra en español «hado»; así, fata Sibyllina serían los oráculos sibilinos. También tenía el significado de fatalidad. De la misma familia que fatum, -i encontramos fas, la ley divina o también destino.
| Vocablo       | Significado                                                                                  |
| ------------- | -------------------------------------------------------------------------------------------- |
| fatum         | «oráculo, vaticinio, predicción, hado, destino, fatalidad, suerte, voluntad divina, muerte». |
| moira (μοῖρα) | «parte, porción, lote, destino, lo justo, lo debido».                                        |